# Franz Schultz
Franz Hermann Schultz Ramírez (Valparaíso, Región de Valparaíso, Chile, 20 de julio de 1991) es un futbolista chileno. Se desempeña como lateral o mediocampista y actualmente juega en Deportes Linares de la Segunda División de Chile.

## Trayectoria

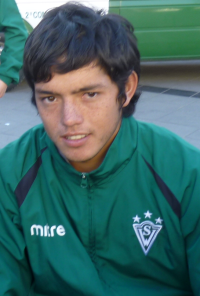
Franz con el cortavientos de Santiago Wanderers en 2010.

Proveniente de las inferiores de Santiago Wanderers desde el 2008 de la mano del técnico Jorge Aravena comenzó a entrenar con el primer equipo porteño donde fue llamado para algunos partidos pero no salió de la banca de suplentes por lo cual no pudo debutar en ese año. Finalmente su debut se da en el primer partido de su equipo en la Copa Chile del 2009 donde comienza como titular frente a Magallanes pero sale lesionado en el segundo tiempo.
Luego de su debut tendría apariciones intermitentes pero en el Clausura 2012 de la mano de Ivo Basay se afianza en la titularidad de Santiago Wanderers pero finalizado ese año una lesión lo dejaría fuera del equipo por meses llegándose a perder todos los partidos del Clausura 2014, de igual forma recibiría una oferta de Cobresal para jugar la Copa Sudamericana 2014, la cual rechazaría para seguir ligado al decano.
Para el Apertura 2014 a mediados del torneo tomaría la titularidad de la banda derecha, quitándole el puesto a Juan Abarca, siendo parte importante del subcampeonato obtenido por su equipo. Aquella temporada sería su despegue llegando a ser una de las figuras del campeonato y tras mostrar una polifuncionalidad durante el Clausura 2016 de la mano de Alfredo Arias sería tentado por la Universidad de Chile fichando por este club, principalmente por los problemas económicos que vivía su club formador, en un traspaso que costó 350 mil dólares a los universitarios.
Con la Universidad de Chile tendría pocos minutos en cancha pese a ser parte del plantel que obtendría el Clausura 2017 por lo que para el Transición 2017 iría a préstamo a O'Higgins, con un frustrado regreso a Santiago Wanderers de por medio, donde retomaría su regularidad donde incluso los celestes querrían comprar su pase pero los universitarios solicitarían su regreso siendo parte del plantel para la Temporada 2018.

## Selección nacional
Fue llamado a las selecciones inferiores de la Selección de fútbol de Chile pero no llegó a participar en algún tipo de competición oficial.

## Estadísticas

### Clubes
| Club                                                                                         | Div.          | Temporada     | Liga  | Liga  | Copas nacionales(1) | Copas nacionales(1) | Torneos internacionales | Torneos internacionales | Total | Total |
| Club                                                                                         | Div.          | Temporada     | Part. | Goles | Part.               | Goles               | Part.                   | Goles                   | Part. | Goles |
| -------------------------------------------------------------------------------------------- | ------------- | ------------- | ----- | ----- | ------------------- | ------------------- | ----------------------- | ----------------------- | ----- | ----- |
| Santiago Wanderers · Chile                                                                   | 2.ª           | 2009          | 1     | 0     | 1                   | 0                   | —                       | —                       | 2     | 0     |
| Santiago Wanderers · Chile                                                                   | 1.ª           | 2010          | —     | —     | 2                   | 0                   | —                       | —                       | 2     | 0     |
| Santiago Wanderers · Chile                                                                   | 1.ª           | 2011          | 9     | 0     | 5                   | 0                   | —                       | —                       | 14    | 0     |
| Santiago Wanderers · Chile                                                                   | 1.ª           | 2012          | 17    | 0     | 3                   | 0                   | —                       | —                       | 20    | 1     |
| Santiago Wanderers · Chile                                                                   | 1.ª           | 2013          | 14    | 0     | —                   | —                   | —                       | —                       | 14    | 0     |
| Santiago Wanderers · Chile                                                                   | 1.ª           | 2013-14       | 7     | 1     | 5                   | 1                   | —                       | —                       | 12    | 2     |
| Santiago Wanderers · Chile                                                                   | 1.ª           | 2014-15       | 26    | 1     | 7                   | 0                   | —                       | —                       | 33    | 1     |
| Santiago Wanderers · Chile                                                                   | 1.ª           | 2015-16       | 26    | 0     | 4                   | 0                   | —                       | —                       | 30    | 0     |
| Santiago Wanderers · Chile                                                                   | Total club    | Total club    | 100   | 3     | 27                  | 1                   | 0                       | 0                       | 127   | 4     |
| Universidad de Chile · Chile                                                                 | 1.ª           | 2016-17       | 8     | 0     | 4                   | 0                   | —                       | —                       | 12    | 0     |
| Universidad de Chile · Chile                                                                 | 1.ª           | 2018          | 7     | 0     | —                   | —                   | 1                       | 0                       | 8     | 0     |
| Universidad de Chile · Chile                                                                 | Total club    | Total club    | 24    | 0     | 4                   | 0                   | 3                       | 0                       | 31    | 0     |
| O'Higgins · Chile                                                                            | 1.ª           | 2017          | 15    | 1     | 4                   | 0                   | —                       | —                       | 19    | 1     |
| O'Higgins · Chile                                                                            | Total club    | Total club    | 15    | 1     | 4                   | 0                   | 0                       | 0                       | 19    | 1     |
| Total carrera                                                                                | Total carrera | Total carrera | 139   | 4     | 35                  | 1                   | 3                       | 0                       | 177   | 5     |
| (1) Incluye datos de Copa Chile. (2) Incluye datos de Copa Sudamericana y Copa Libertadores. |               |               |       |       |                     |                     |                         |                         |       |       |

### Resumen estadístico
| Competición       | Partidos | Goles |
| ----------------- | -------- | ----- |
| Primera División  | 138      | 4     |
| Primera B         | 1        | 0     |
| Copa Chile        | 35       | 1     |
| Copa Libertadores | 1        | 0     |
| Copa Sudamericana | 2        | 0     |
| Total             | 177      | 5     |

## Palmarés

### Campeonatos nacionales
| Título           | Club                 | País  | Año    |
| ---------------- | -------------------- | ----- | ------ |
| Primera División | Universidad de Chile | Chile | 2017-C |